# Cruller

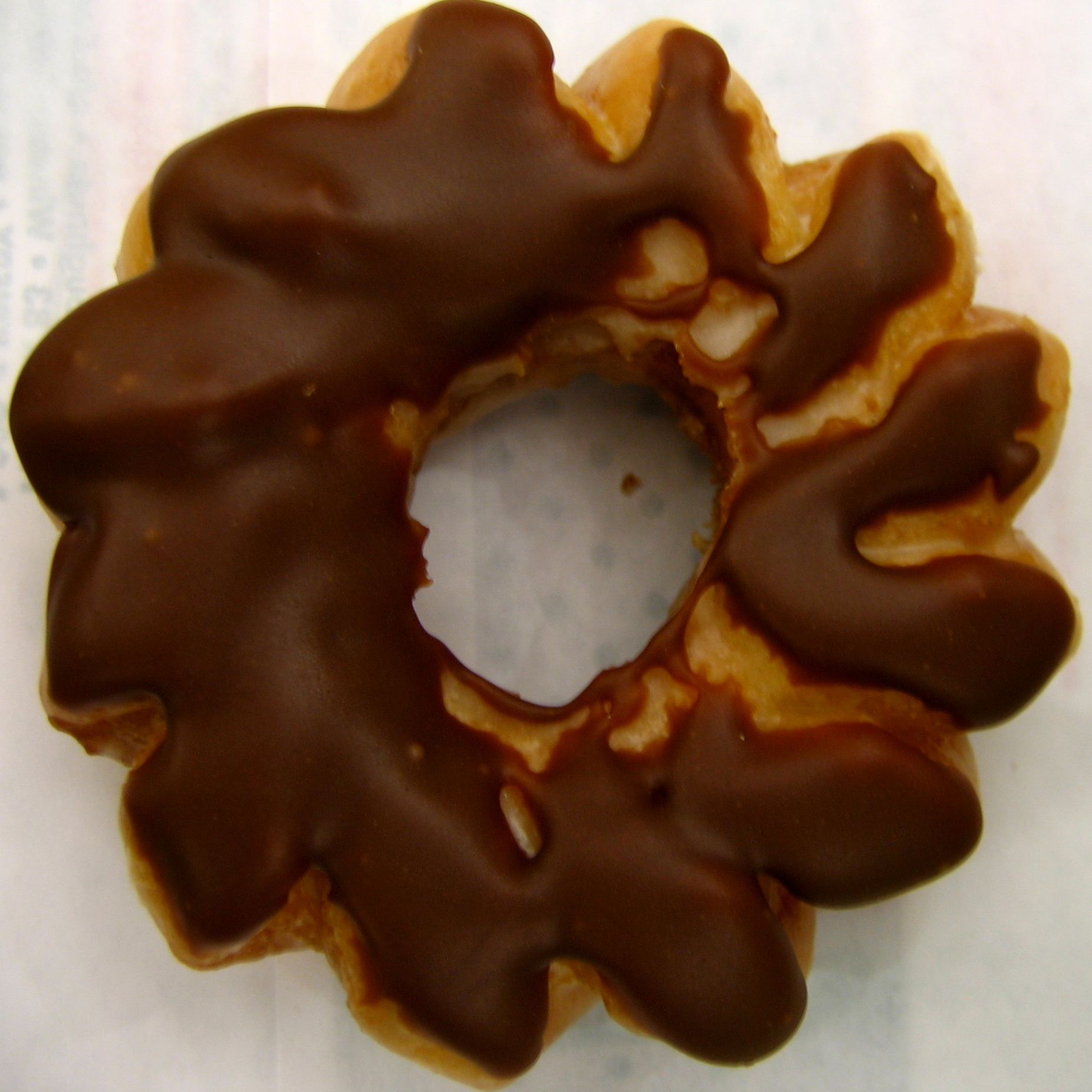
Crulller francés cubierto de chocolate.

Un cruller tradicional es un pastel trenzado, usualmente con forma de trenza, frito, hecho de masa que se parece al de una dónut, a menudo cubierto con azúcar en polvo normal; azúcar glas mezclado con canela.
El nombre puede referirse también al cruller francés, una dónut estriado con forma de anillo hecho de pasta choux.
El nombre viene de principios del siglo XIX, de krullen. Se comen tradicionalmente en Alemania y en otros países Europeos en Martes de Carnaval, para usar la grasa antes de la Cuaresma. En Danés, son conocidos como klejner y en Suecia como Klenäter. En Escandinavia, son comunes en Navidad.
Los crullers son encontrados comúnmente en Canadá, Nueva Inglaterra y los estados del Atlántico Medio y del Norte de Estados Unidos, pero también son comunes en California. El origen alemán es probablemente porque los crullers pueden ser encontrados más fácilmente en el Medio Oeste, donde muchos Alemanes inmigrantes se establecieron. Algunas panaderías de propiedad familiar los llaman krullers. 
En 2003, la cadena Dunkin' Donuts dejaron de hacer crullers tradicionales, diciendo que la labor de trabajo era muy intensa, y no podía ser simulada con nuevas máquinas para mezclar la manteca de dónut. Todavía venden Crullers Franceses.
Tim Hortons, Honey Dew Donuts, y Krispy Kreme todavía venden los crullers, mientras que Dunkin' Donuts sólo venden los franceses. En lugar del cruller tradicional, Dunkin' Donuts ahora vende varias variaciones de un producto sustituto que se llama cake stick, que es una versión simplificada de máquina de una variedad más elaborada.